# 무함마라

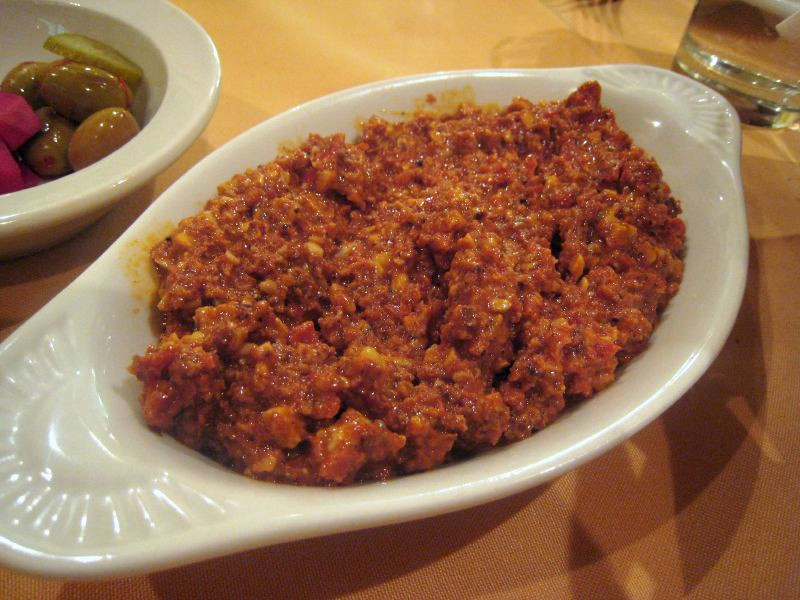

무함마라(Muhammara 또는 mhammara)는 호두, 빨간 피망, 석류 당밀 및 빵가루로 만든 매운 소스이다. 알레포와 관련이 있지만 터키, 특히 시리아 문화의 영향으로 인해 아랍 요리가 현지 요리와 서부 아르메니아 요리에서 더 흔한 남동부 지역에서도 발견된다.

## 같이 보기
- 아지카
- 아이바르
- 하리사 (튀니지 음식)
- 사하위끄